# Burg Hohenecken
Burg Hohenecken (mittelhochdeutsch buorch hônecke) ist die Ruine einer mittelalterlichen Spornburg im Reichswald bei Kaiserslautern in Rheinland-Pfalz.

## Geographische Lage
Die Burgruine steht auf einer Höhe von 369 m ü. NHN auf dem Südwestsporn des Schlossbergs (386,5 m) oberhalb des südwestlichen Kaiserslauterer Stadtteils Hohenecken.

## Geschichte
Das genaue Gründungsdatum der Burg ist nicht bekannt. Während in der älteren Literatur oft von einer Errichtung direkt nach dem Neubau der Barbarossaburg in Kaiserslautern (1156) ausgegangen wird, sprechen neuere Befunde eher für einen Baubeginn ungefähr 50 Jahre später. Vor allem der fünfseitige Bergfried und die massive Schildmauer deuten auf eine Bauzeit um 1200 hin.
In der 1. Hälfte des 13. Jahrhunderts wurde die Burg einem Kaiserslauterer Ministerialengeschlecht zu Lehen gegeben. Dabei handelte es sich um die Nachfahren des Ritters Reinhard von Lautern, der 1214 durch den staufischen König und späteren Kaiser Friedrich II. mit dem Patronatsrecht zu Ramstein beschenkt worden war. Die Burgverwalter nannten sich fortan von Hohenecken. Zu der Burg gehörte eine Herrschaft, die sich über mehrere Siedlungen erstreckte: die am Fuße des Burgbergs entstandene Talgemeinde Hohenecken sowie Erfenbach, Espensteig, Siegelbach und Stockweiler, heute Stockborn. Alle gehören mittlerweile zur Stadt Kaiserslautern. Burg und Herrschaft galten noch nach Jahrhunderten als Reichslehen.
Mit Beginn der Neuzeit setzte der Niedergang von Burg Hohenecken ein. Im Bauernkrieg (1525) wurde sie von aufständischen Bauern eingenommen. Am 20. August 1668 nahm Kurfürst Karl Ludwig von der Pfalz die Burg nach einwöchiger Belagerung und Beschießung ein. Während des Pfälzischen Erbfolgekriegs wurde sie im Jahre 1689 durch französische Truppen gesprengt und endgültig zerstört.

## Anlage
Die Ruine misst, inklusive Zwinger, Graben, Ober- und Unterburg, ungefähr 50 m × 90 m. Sie besitzt eine mächtige Schildmauer, die 25 m breit und 11 m hoch ist, sowie einen fünfeckigen Bergfried. Die Burg gilt unter Experten als eine der sehenswertesten Burgen der Stauferzeit. Sie ist heute ein beliebtes Ausflugsziel und bietet einen weiten Ausblick über die Umgebung.

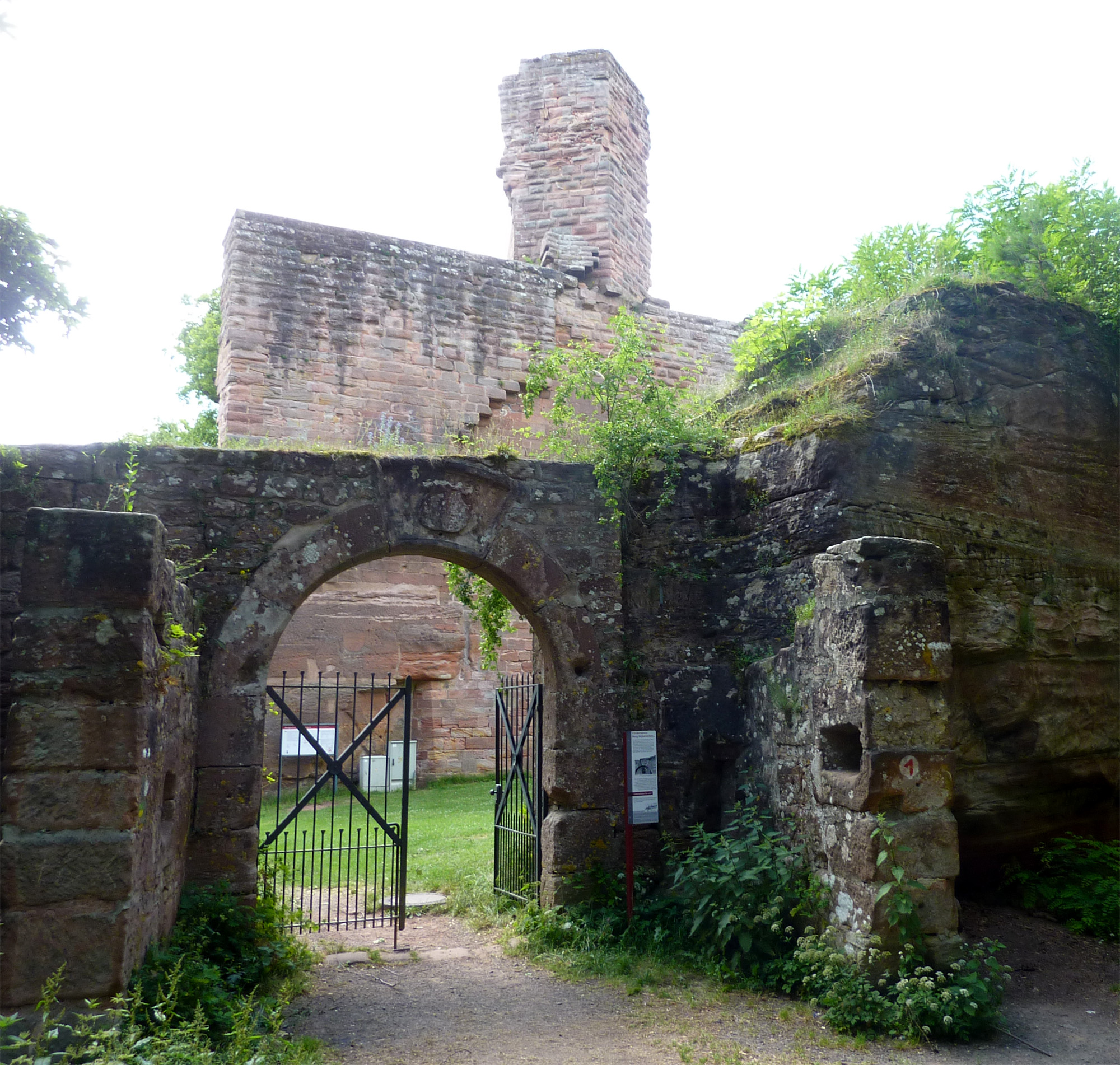
Eingang zum Zwinger der Burg
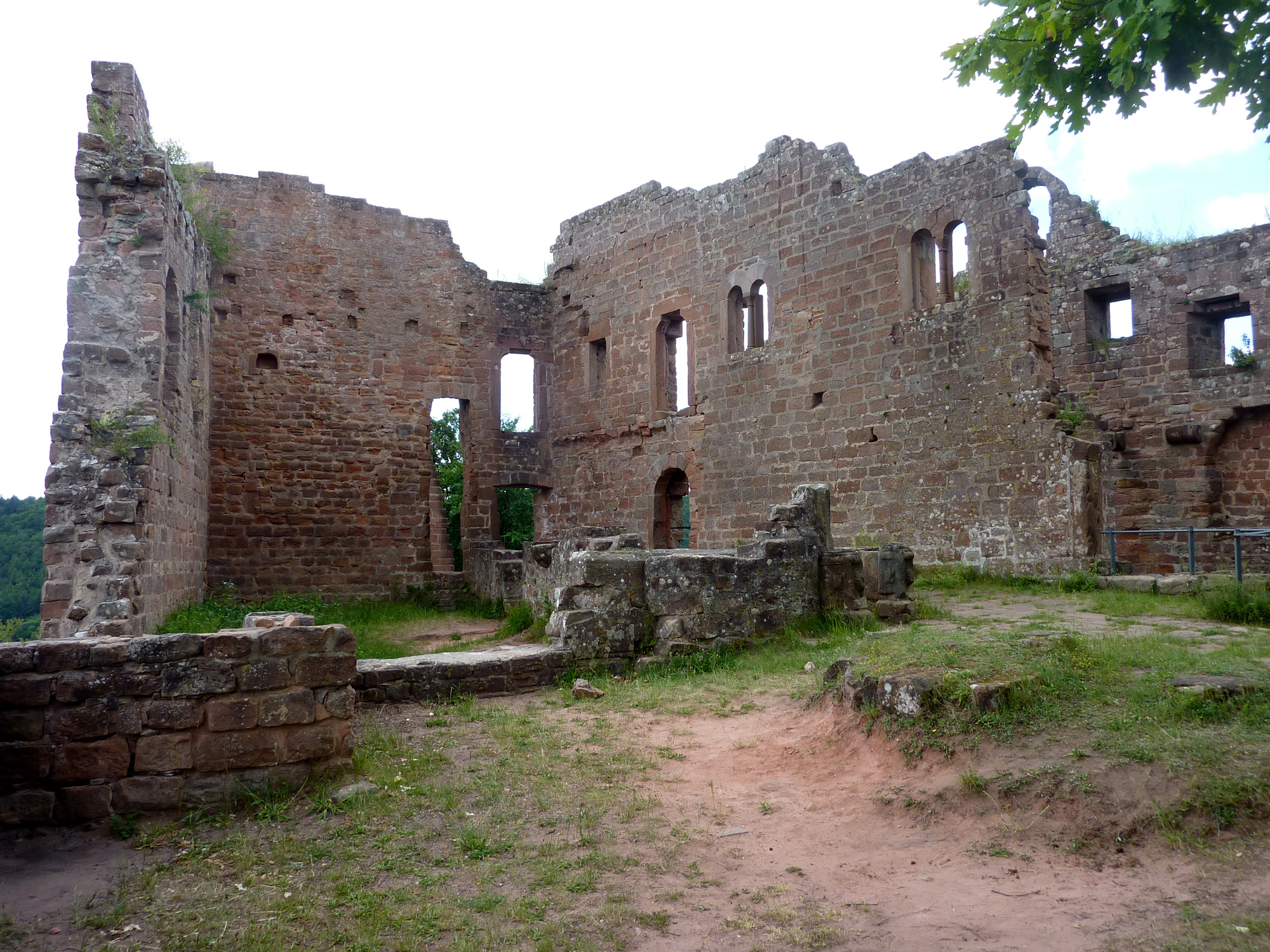
Südwestlicher Bereich der Hauptburg
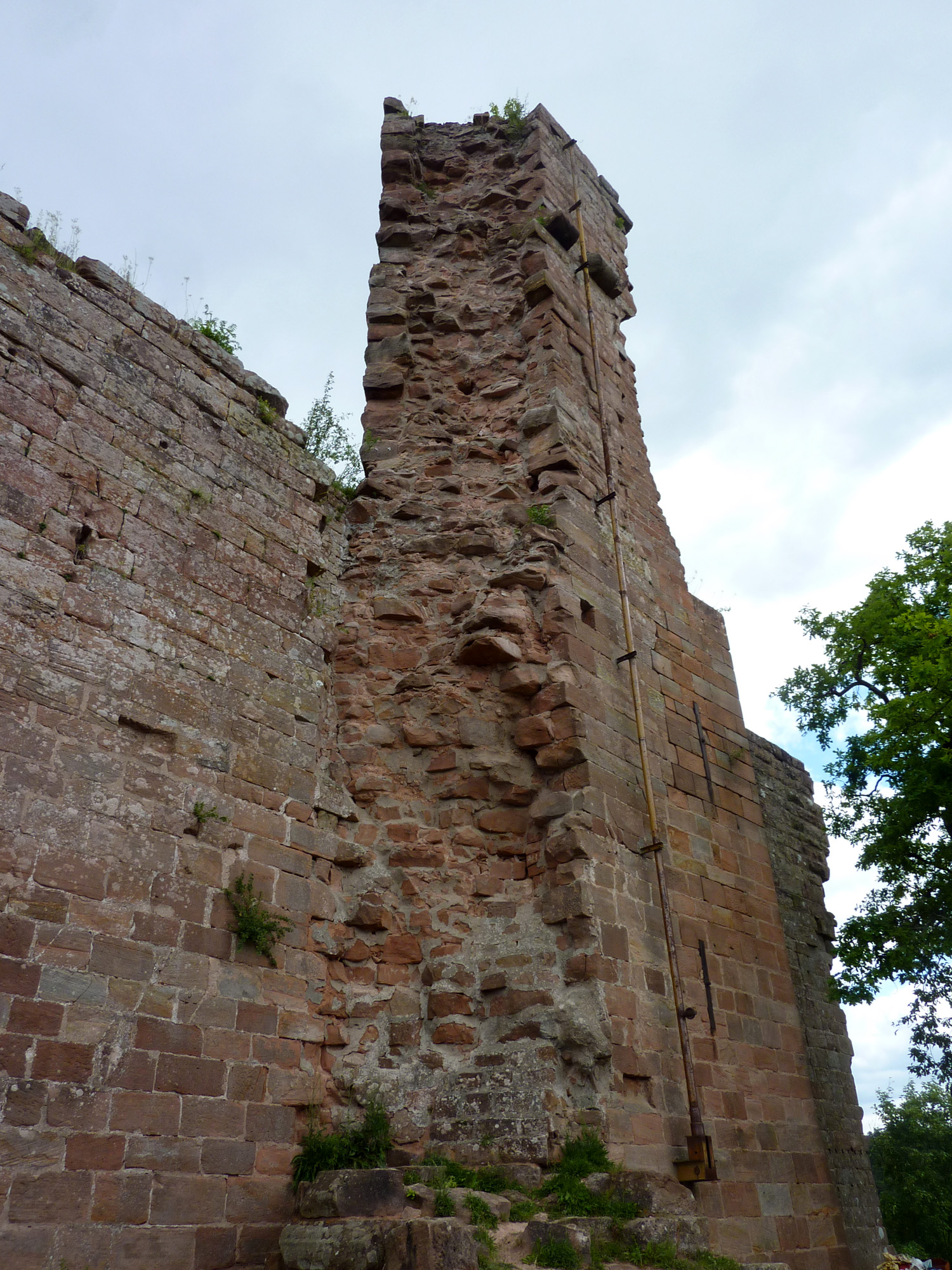
Reste des fünfeckigen Bergfrieds innerhalb der Schildmauer
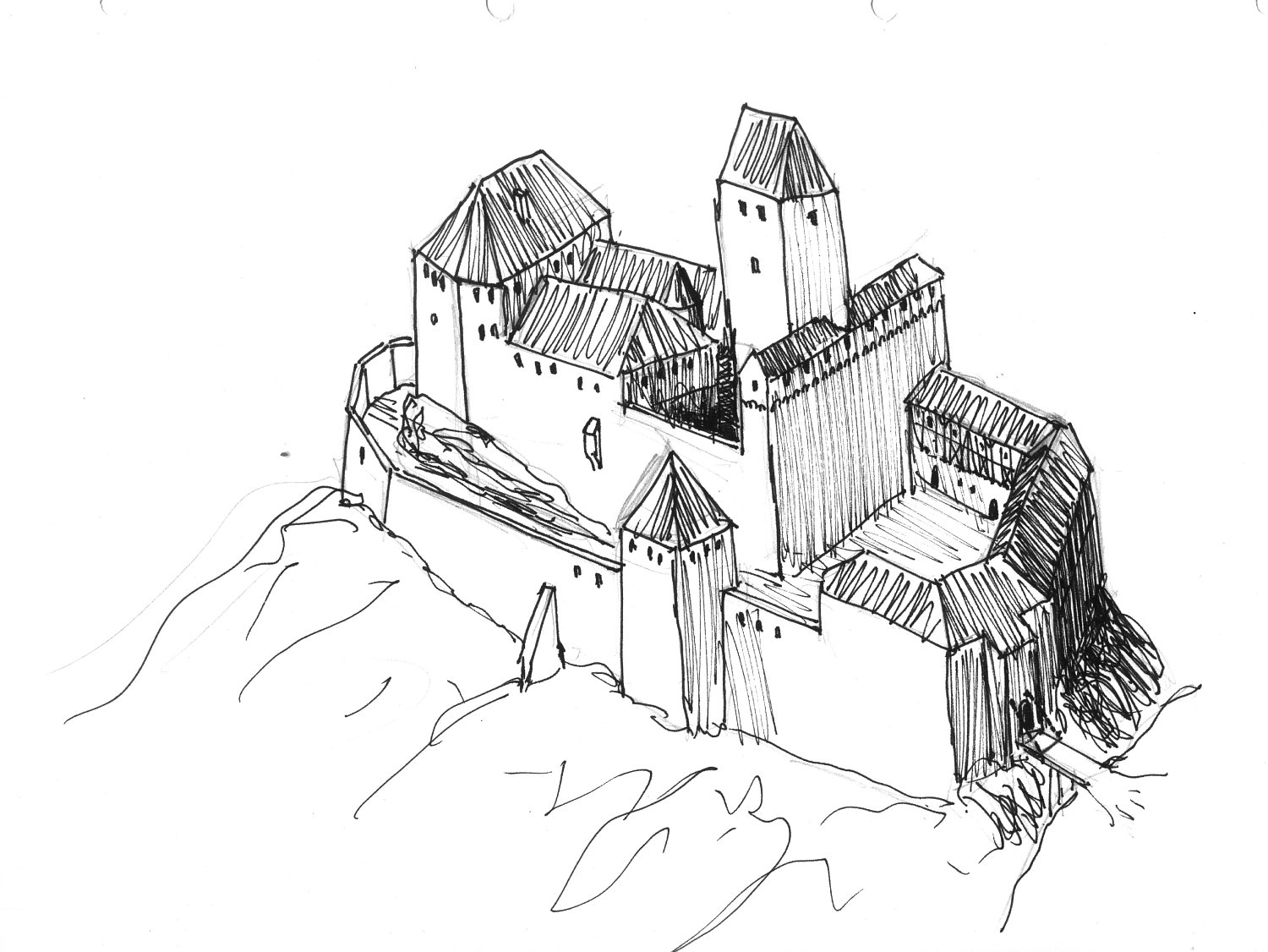
Rekonstruktionszeichnung

## Persönlichkeiten

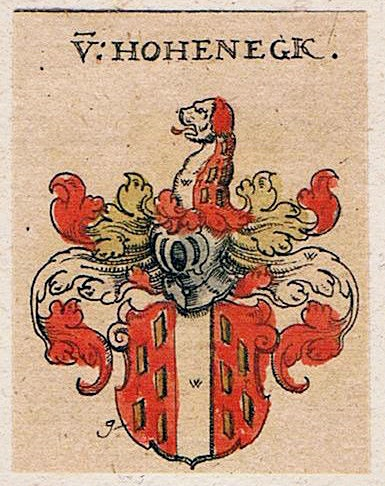
Familienwappen

Aus dem nach der Burg benannten Adelsgeschlecht der Herren, später Freiherren von Hoheneck gingen u. a. hervor: 
- Landolf von Hoheneck († 1247), Bischof von Worms
- Johann Adam von Hoheneck († 1731), Domdekan in Worms
- Johann Franz Jakob Anton von Hoheneck (1686–1758), Domdekan in Mainz
- Philipp Karl von Hoheneck (1735–1808), Domkantor und kurfürstlicher Geheimer Rat in Mainz